# Miasto Opuzen
Miasto Opuzen (chorw. Grad Opuzen) – jednostka administracyjna w Chorwacji, w żupanii dubrownicko-neretwiańskiej. W 2011 roku liczyła 3254 mieszkańców.

## Miejscowości
W skład jednostki wchodzą następujące miejscowości:
- Buk-Vlaka
- Opuzen
- Pržinovac